# Pyrgomorphidae
Pyrgomorphidae Brunner von Wattenwyl, 1874 è una famiglia di ortotteri celiferi, unica famiglia della superfamiglia Pyrgomorphoidea.

## Tassonomia
Comprende i seguenti generi::

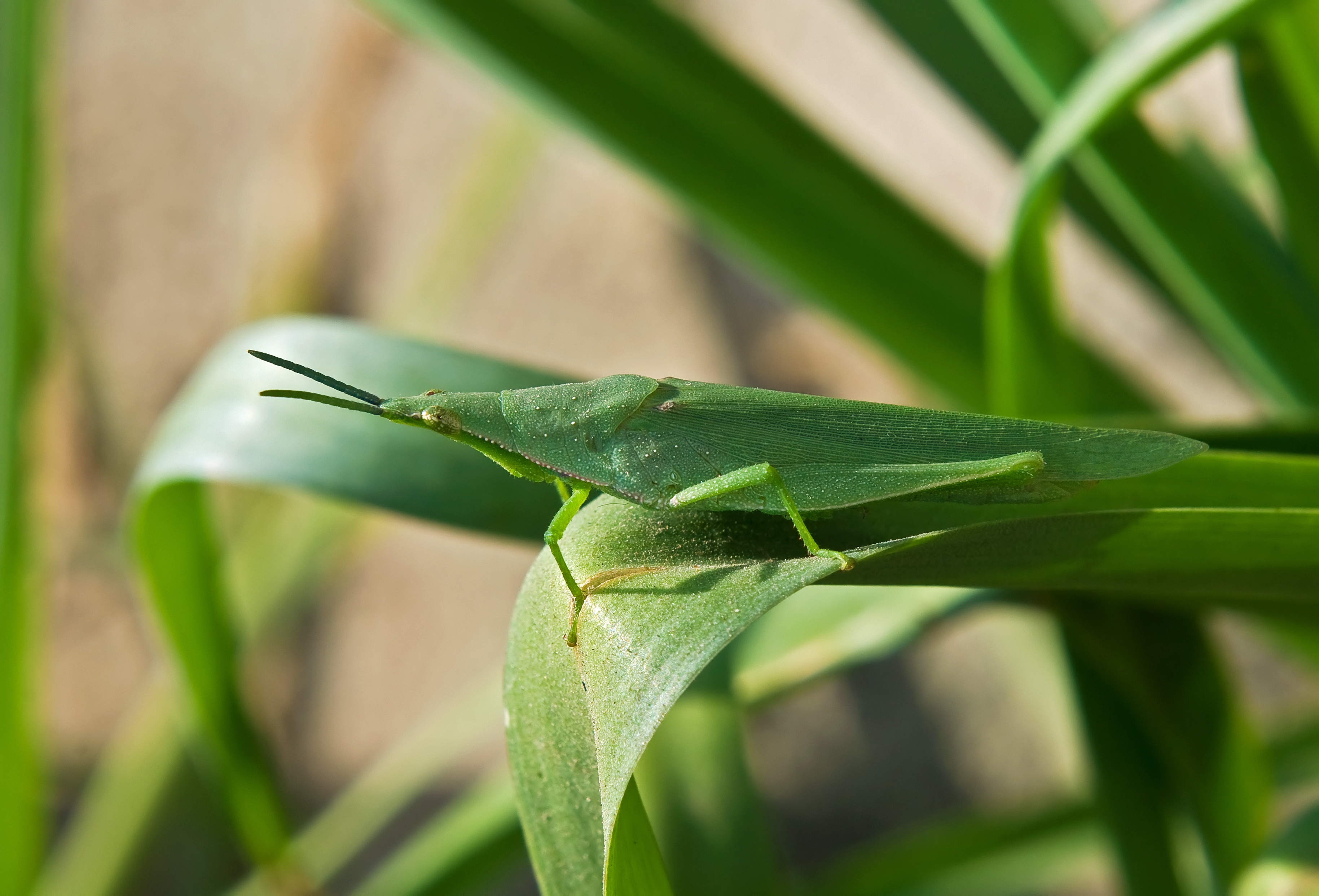
Atractomorpha lata

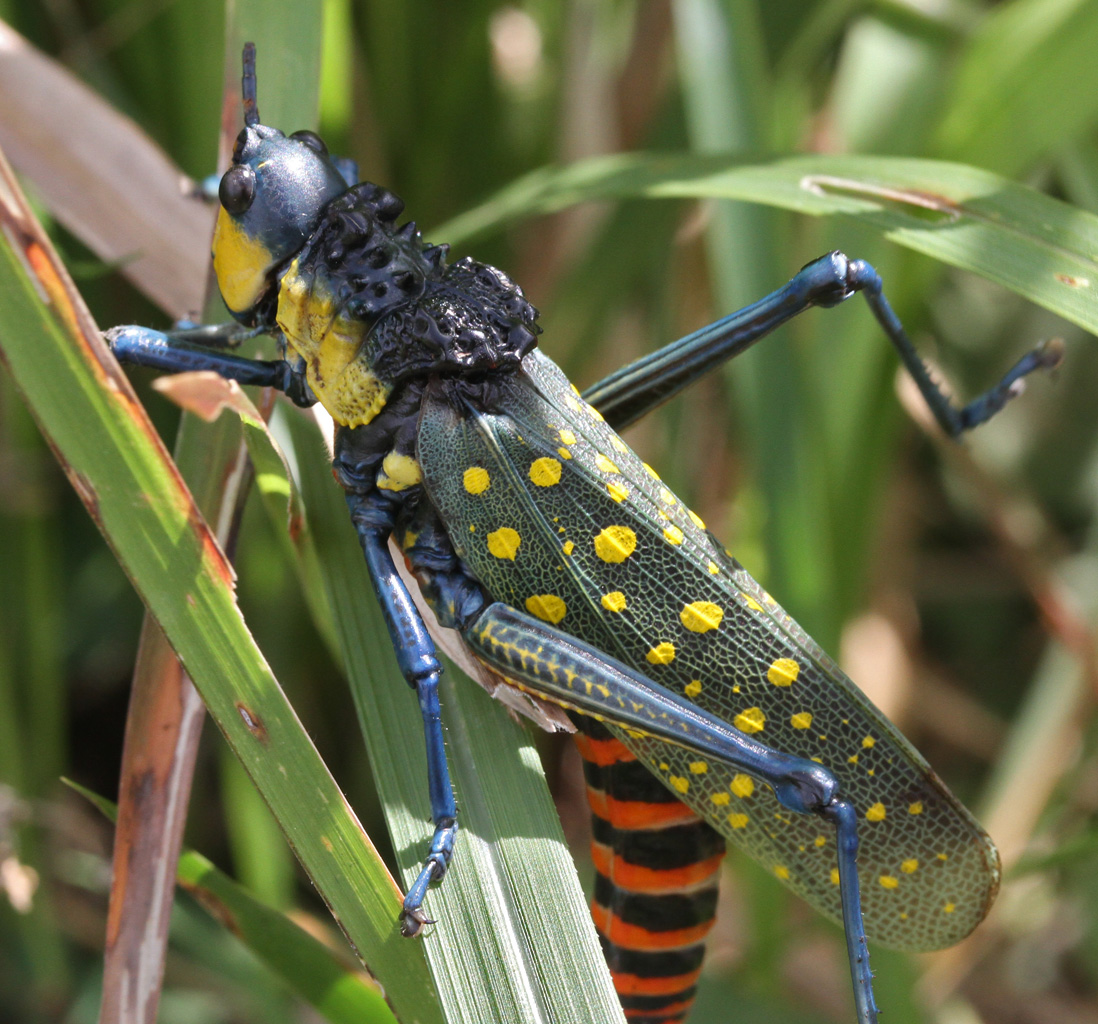
Aularches miliaris

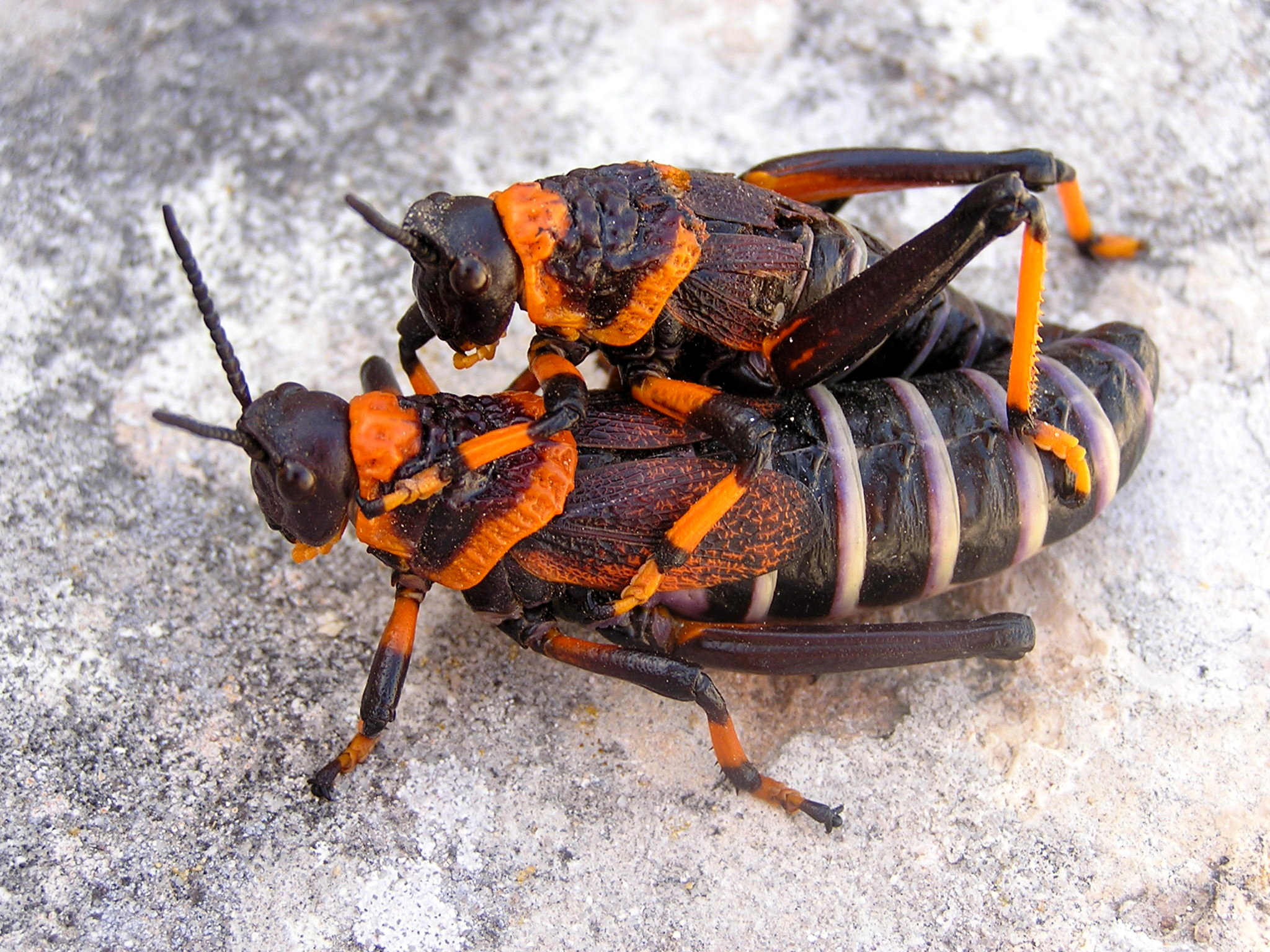
Dictyophorus spumans

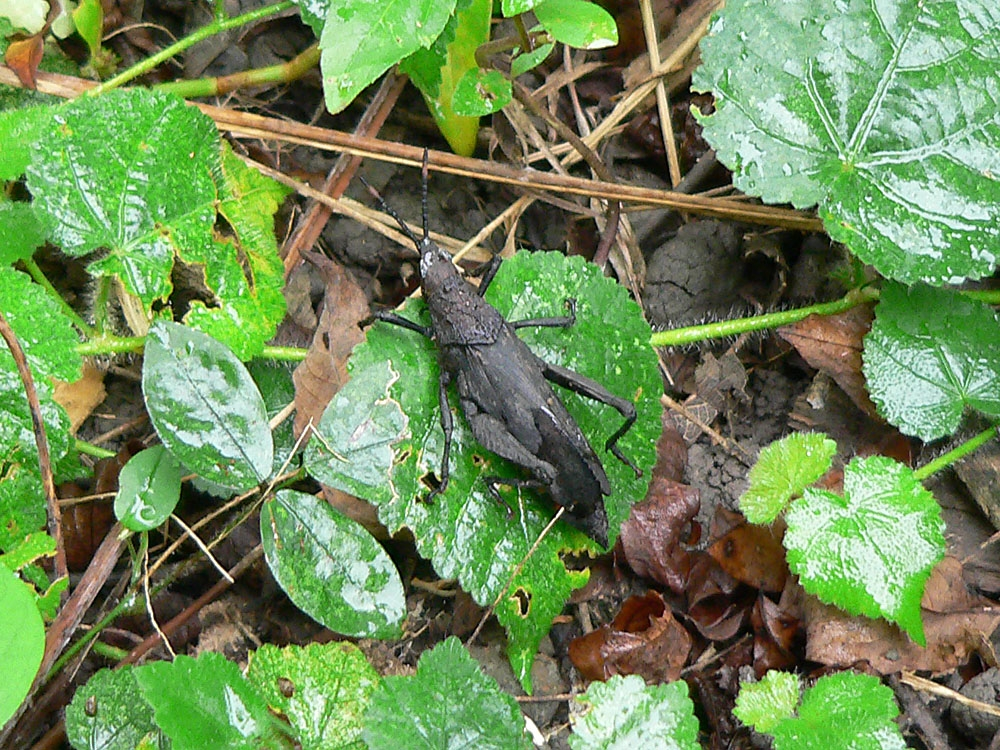
Maura lurida

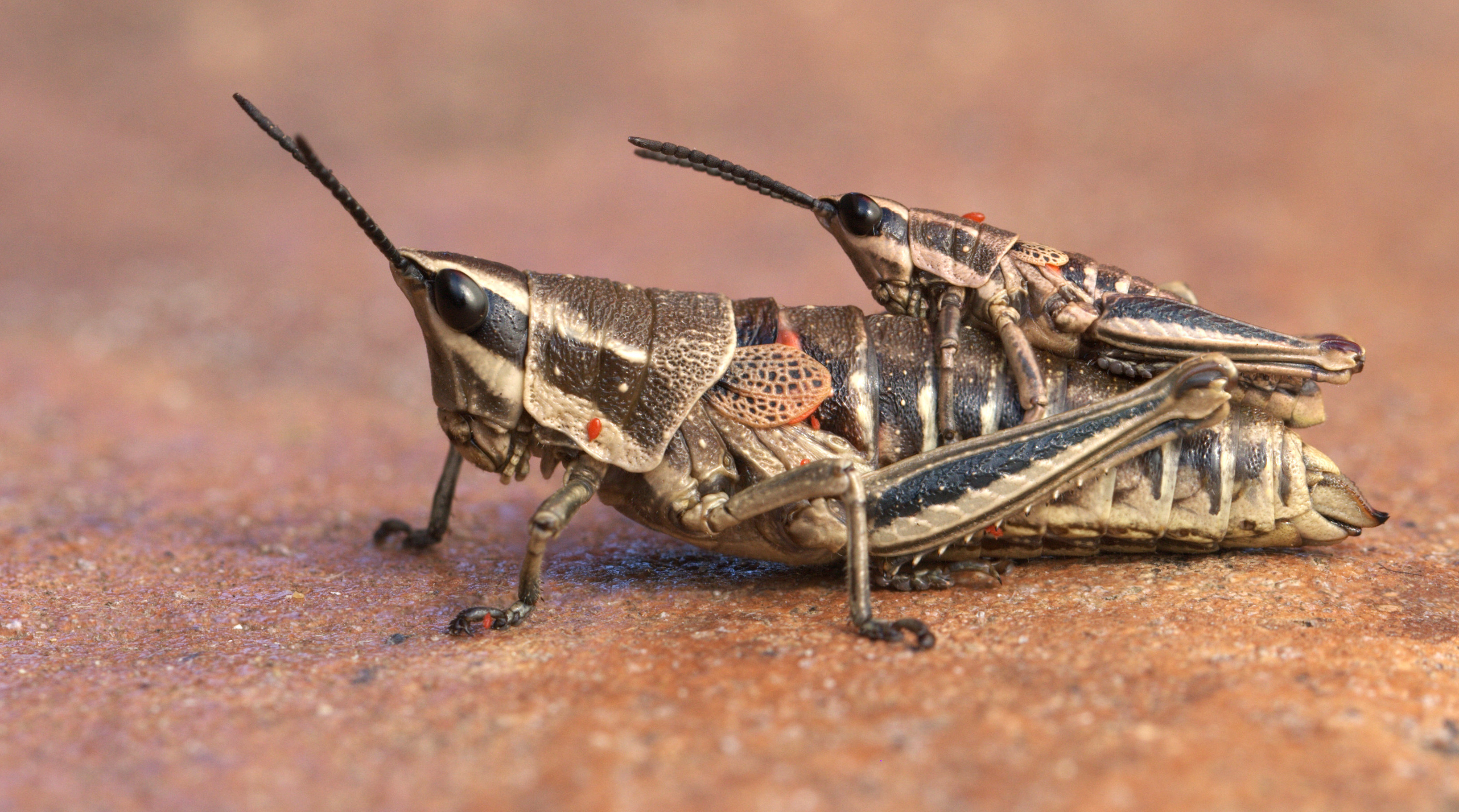
Monistria concinna

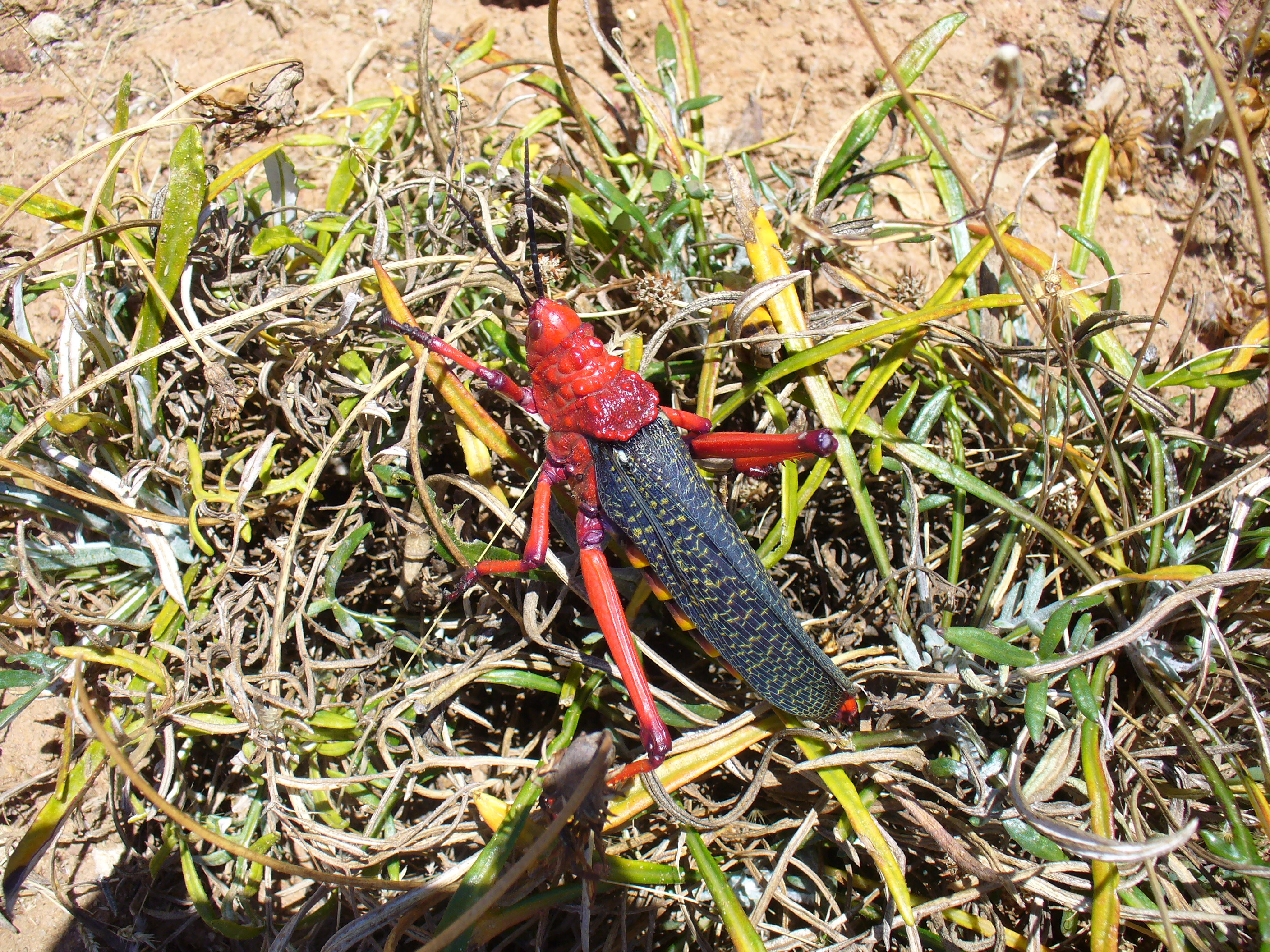
Phymateus morbillosus

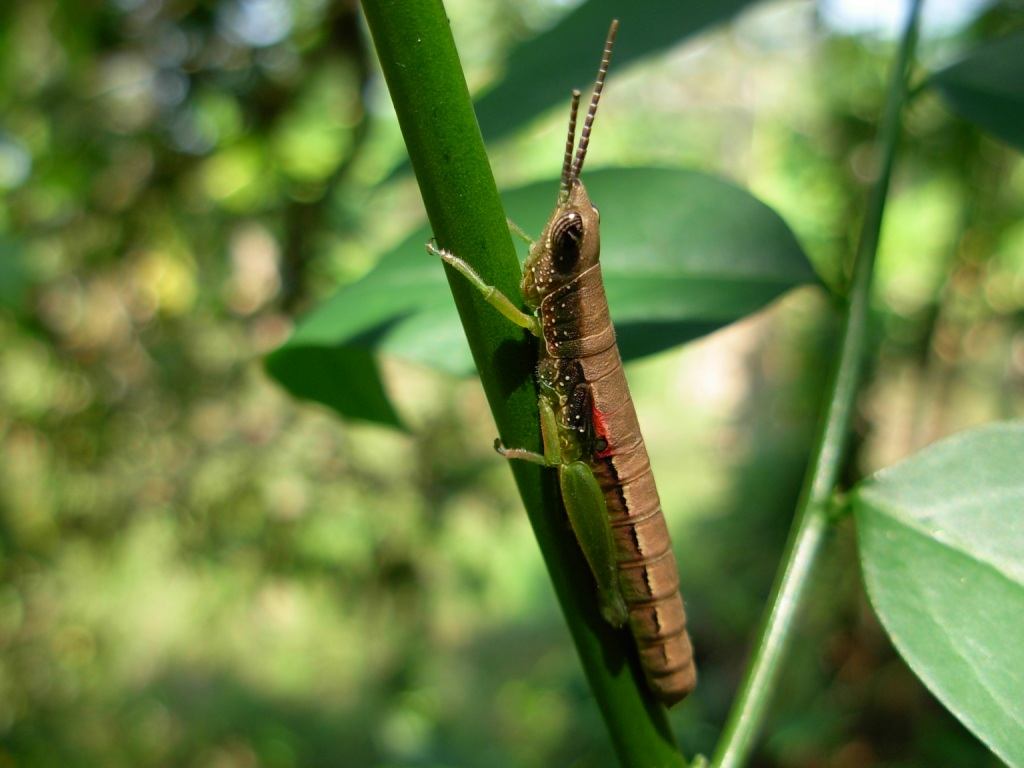
Octacris sp.

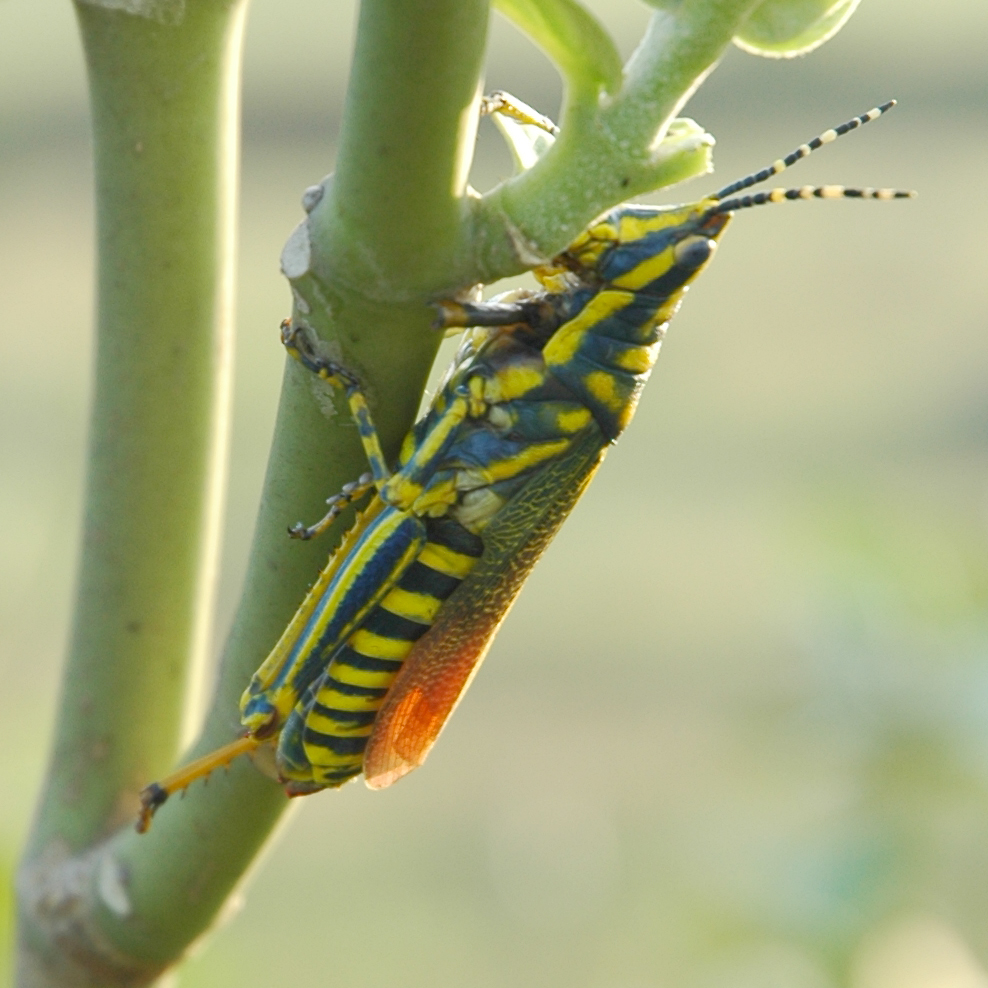
Poekilocerus pictus

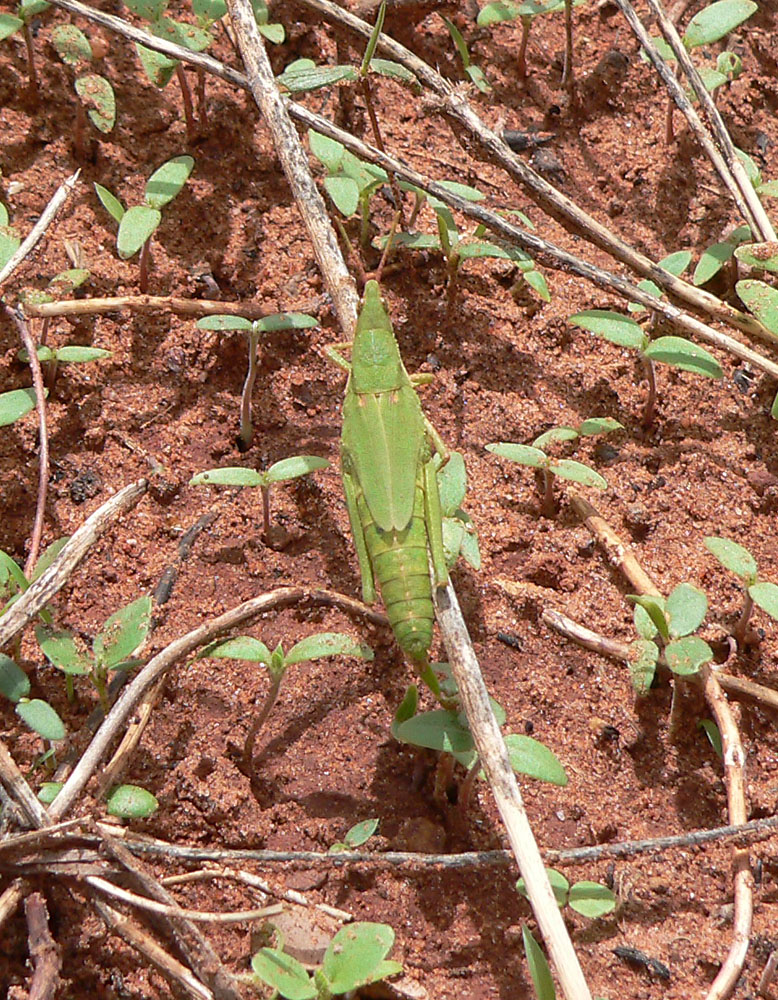
Pyrgomorpha vignaudi

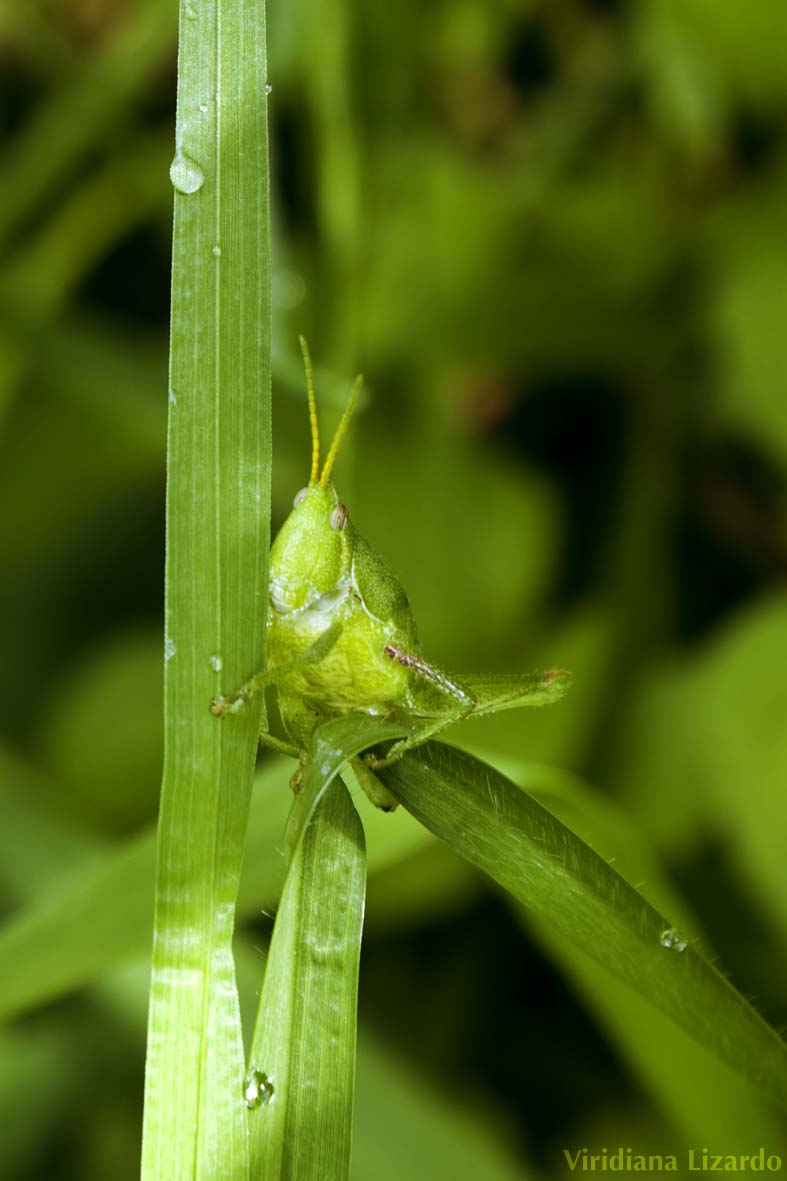
Sphenarium purpurascens

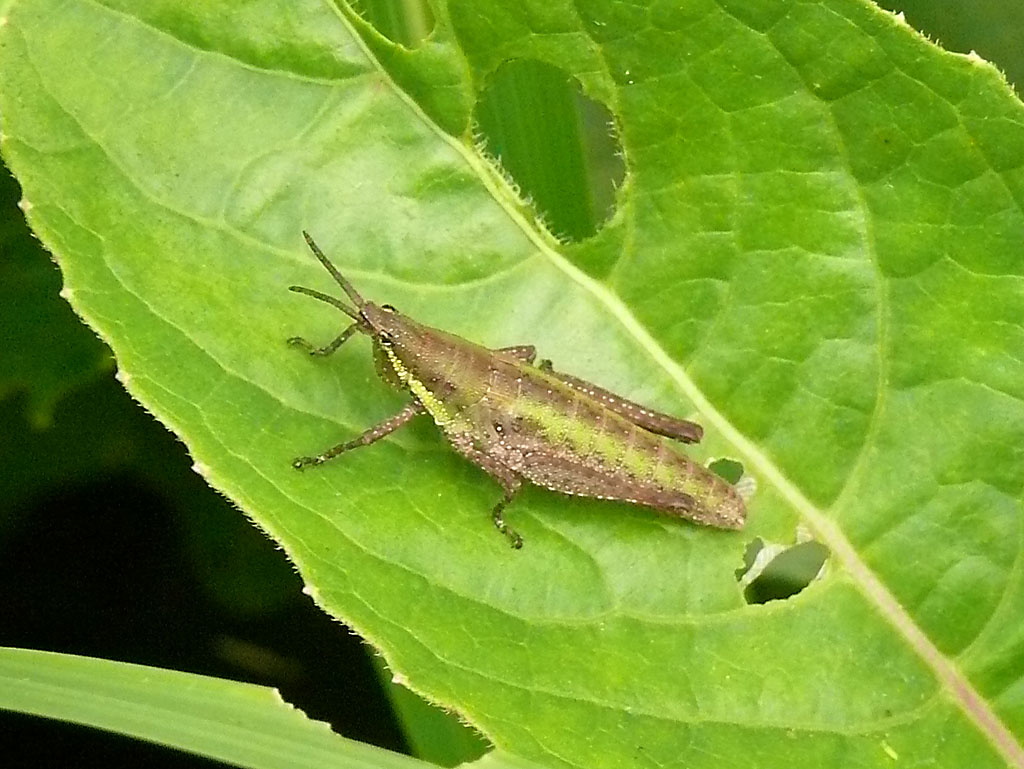
Stenoscepa granulata

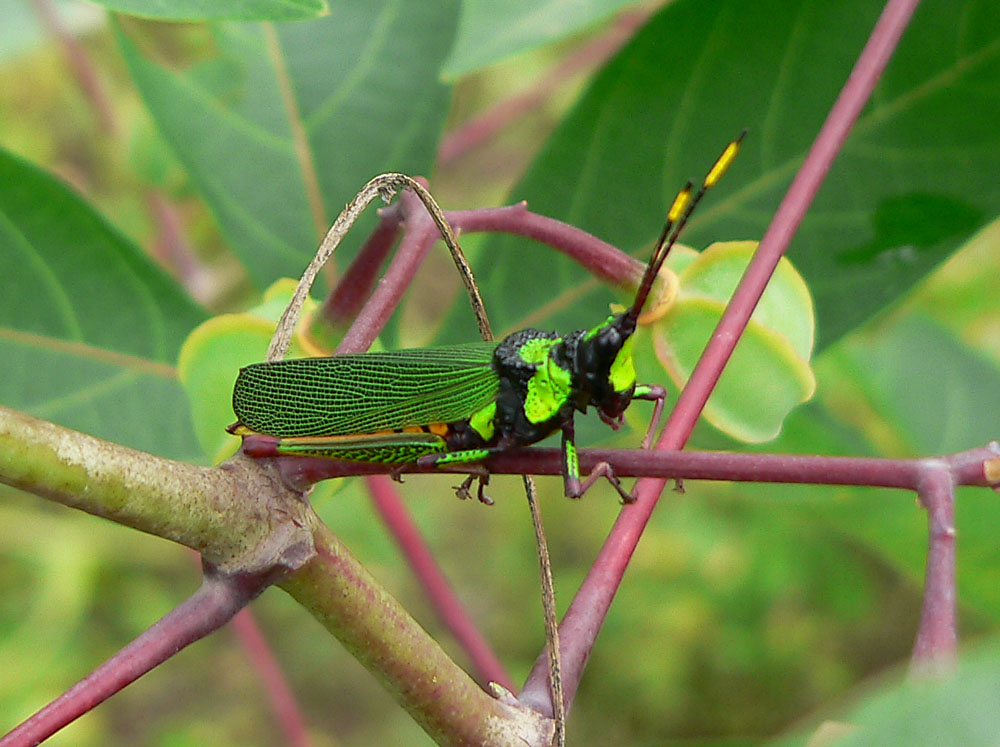
Taphronota ferruginea

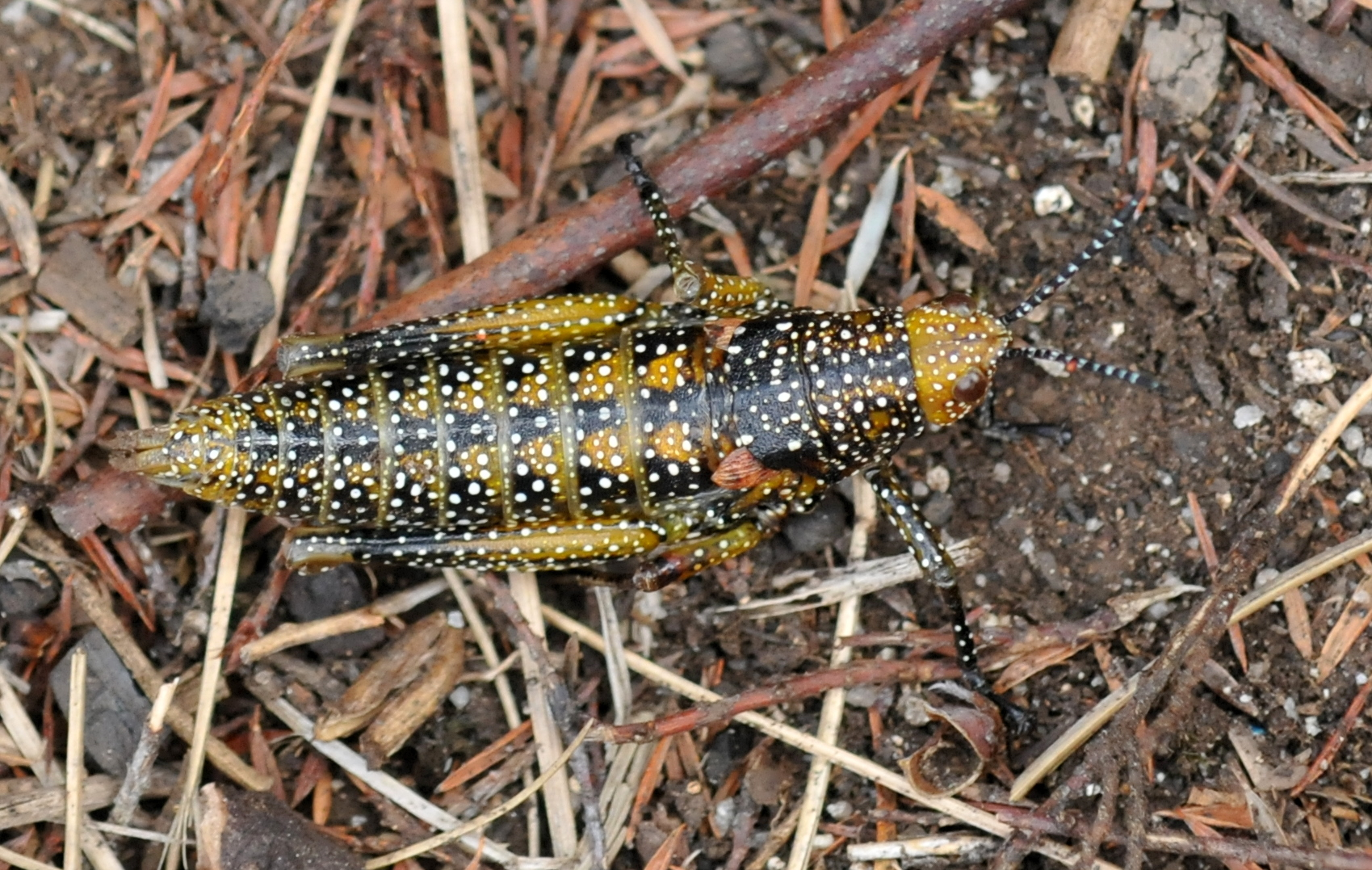
Yeelanna pavonina

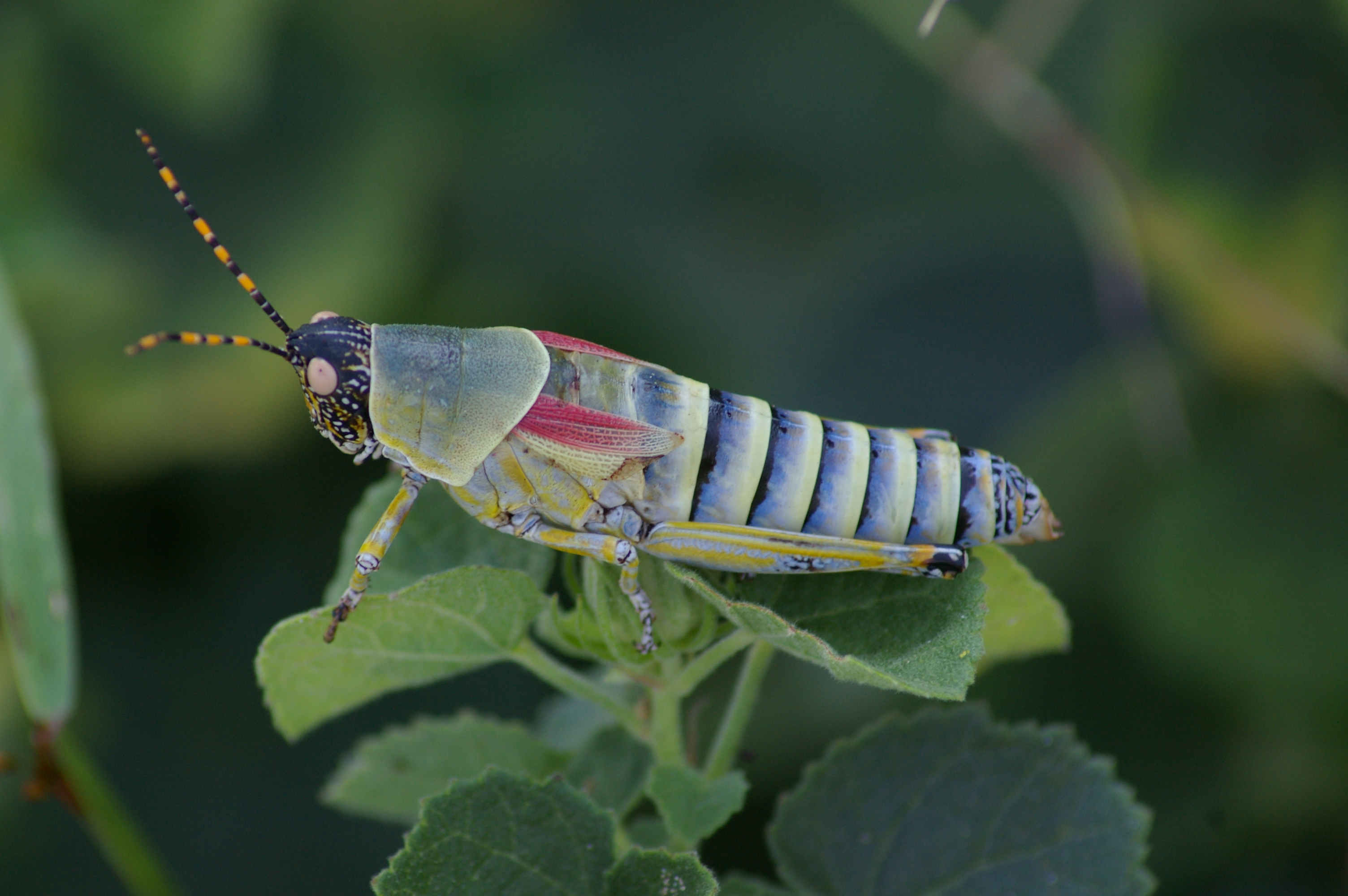
Zonocerus elegans

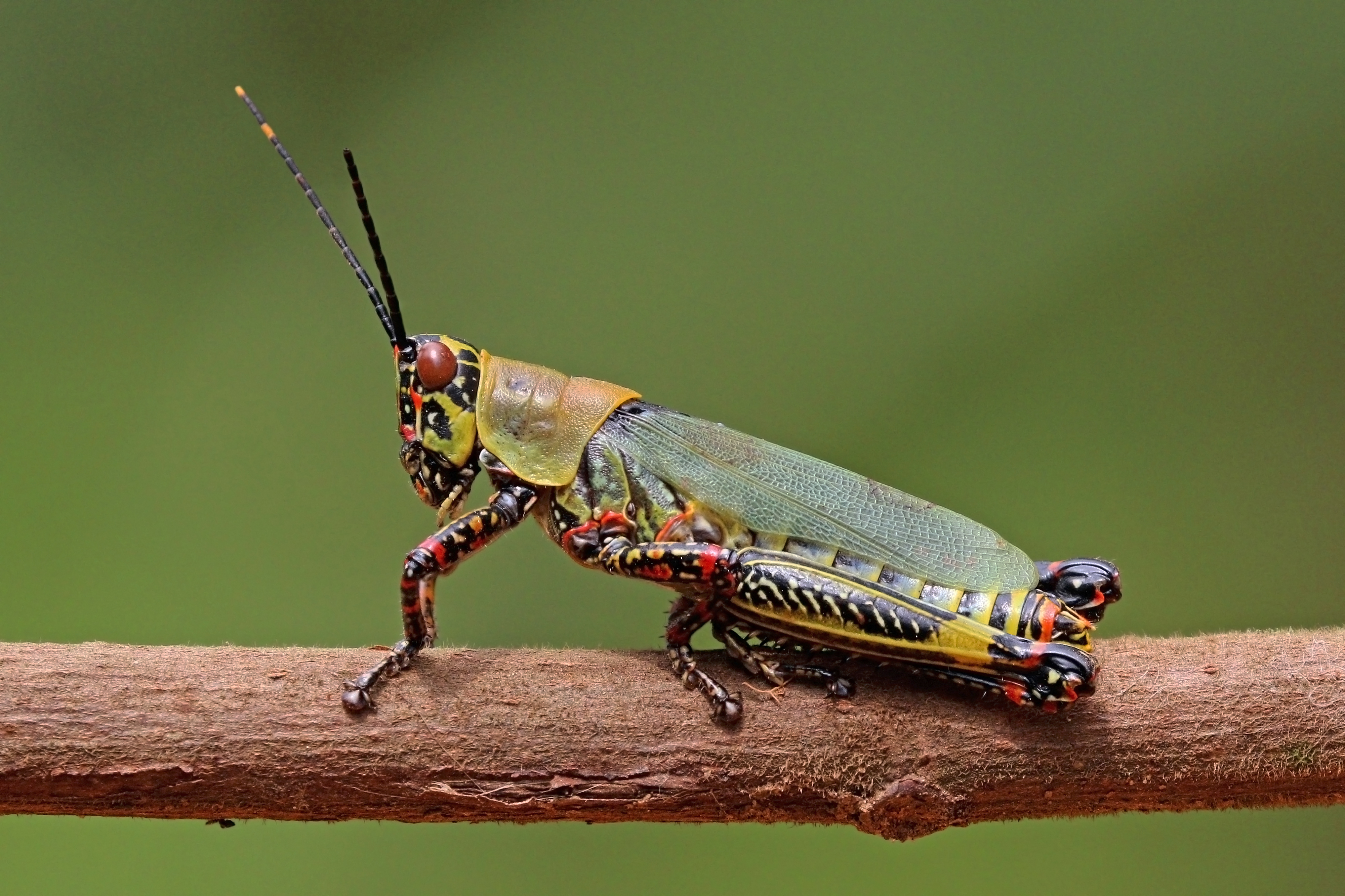
Zonocerus variegatus

- Sottofamiglia Orthacridinae Bolívar, 1905
  - Tribù Brunniellini Kevan, 1963
    - Brunniella Bolívar, 1905

  - Tribù Chapmanacridini Kevan, & Akbar, 1964
    - Chapmanacris Dirsh, 1959

  - Tribù Fijipyrgini Kevan, 1966
    - Fijipyrgus Kevan, 1966

  - Tribù Geloiini Bolívar, 1905
    - Geloius Saussure, 1899
    - Pseudogeloius Dirsh, 1963

  - Tribù Gymnohippini Kevan, & Akbar, 1964
    - Gymnohippus Bruner, 1910
    - Pyrgohippus Dirsh, 1963
    - Uhagonia Bolívar, 1905

  - Tribù Ichthiacridini Kevan, Singh & Akbar, 1964
    - Calamacris Rehn, 1904
    - Ichthiacris Bolívar, 1905
    - Sphenacris Bolívar, 1884

  - Tribù Malagasphenini Kevan, & Akbar, 1964
    - Malagasphena Kevan, Akbar & Singh, 1964

  - Tribù Mitricephalini Kevan, & Akbar, 1964
    - Mitricephala Bolívar, 1898
    - Mitricephaloides Kevan, 1963

  - Tribù Nereniini Kevan, 1964
    - Buergersius Ramme, 1930
    - Fusiacris Willemse, 1955
    - Kapaoria Bolívar, 1898
    - Megra Campion, 1923
    - Modernacris Willemse, 1931
    - Nerenia Bolívar, 1905
    - Noonacris Kevan, 1966
    - Paratarbaleus Ramme, 1941
    - Tarbaleopsis Ramme, 1930

  - Tribù Orthacridini Bolívar, 1905
    - Acropyrgus Descamps & Wintrebert, 1966
    - Ambositracris Dirsh, 1963
    - Burmorthacris Kevan, Singh & Akbar, 1964
    - Caprorhinus Saussure, 1899
    - Dyscolorhinus Saussure, 1899
    - Kuantania Miller, 1935
    - Neorthacris Kevan & Singh, 1964
    - Orthacris Bolívar, 1884
    - Pseudosphena Kevan & Akbar, 1964
    - Rakwana Henry, 1933
    - Vittisphena Kevan, 1956

  - Tribù Popoviini Kevan, & Akbar, 1964
    - Colemania Bolívar, 1910
    - Nilgiracris Kevan, 1964
    - Parorthacris Dirsh, 1958
    - Popovia Uvarov, 1952
    - Ramakrishnaia Bolívar, 1917

  - Tribù Sagittacridini Descamps & Wintrebert, 1966
    - Acanthopyrgus Descamps & Wintrebert, 1966
    - Sagittacris Dirsh, 1963

  - Tribù Verduliini Kevan, & Akbar, 1964
    - Meubelia Willemse, 1932
    - Philippyrgus Kevan, 1974
    - Spinacris Willemse, 1933
    - Verdulia Bolívar, 1905

  - Tribù indeterminata
    - Megradina Storozhenko, 2004

- Sottofamiglia Pyrgomorphinae Brunner von Wattenwyl 1874
  - Tribù Atractomorphini Bolívar, 1905
    - Occidentosphena Kevan, 1956
    - Atractomorpha Saussure, 1862

  - Tribù Chlorizeinini Kevan, & Akbar, 1964
    - Sottotribù Chlorizeinina Kevan, & Akbar, 1964
      - Chlorizeina Brunner von Wattenwyl, 1893
      - Feacris Kevan, 1969
      - Pterorthacris Uvarov, 1921

    - Sottotribù Humpatellina Kevan, & Akbar, 1964
      - Cawendia Karsch, 1888
      - Humpatella Karsch, 1896
      - Pseudorubellia Dirsh, 1963

    - Sottotribù Marsabitacridina Kevan, & Akbar, 1964
      - Katangacris Kevan & Akbar, 1964
      - Marsabitacris Kevan, 1957

  - Tribù Chrotogonini Bolívar, 1904
    - Caconda Bolívar, 1884
    - Chrotogonus Serville, 1838
    - Shoacris Kevan, 1952
    - Stibarosterna Uvarov, 1953
    - Tenuitarsus Bolívar, 1904

  - Tribù Desmopterini Bolívar, 1905
    - Apodesmoptera Rehn, 1951
    - Desmoptera Bolívar, 1884
    - Desmopterella Ramme, 1941
    - Doriaella Bolívar, 1898
    - Menesesia Willemse, 1922
    - Menesesiella Kevan, 1963
    - Paradoriaella Willemse, 1961
    - Stenoxyphellus Ramme, 1941
    - Stenoxyphula Kevan, 1963
    - Stenoxyphus Blanchard, 1853

  - Tribù Dictyophorini Kirby, 1902
    - Camoensia Bolívar, 1882
    - Dictyophorus Thunberg, 1815
    - Loveridgacris Rehn, 1954
    - Maura Stål, 1873
    - Parapetasia Bolívar, 1884

  - Tribù Ichthyotettigini Kevan, Singh & Akbar, 1964
    - Ichthyotettix Rehn, 1901
    - Piscacris Kevan, Singh & Akbar, 1964
    - Pyrgotettix Kevan, Singh & Akbar, 1964
    - Sphenotettix Kevan & Akbar, 1964

  - Tribù Monistriini Kevan, & Akbar, 1964
    - Greyacris Rehn, 1953
    - Monistria Stål, 1873
    - Parastria Key, 1985
    - Pileolum Bolívar, 1917
    - Yeelanna Rehn, 1953

  - Tribù Omurini Kevan, 1961
    - Algete Bolívar, 1905
    - Minorissa Walker, 1870
    - Omura Walker, 1870

  - Tribù Petasidini Key, 1985
    - Petasida White, 1845
    - Scutillya Sjöstedt, 1921

  - Tribù Phymateini Bolívar, 1884
    - Sottotribù Phymateina Bolívar, 1884
      - Paraphymateus Dirsh, 1962
      - Phymateus Thunberg, 1815
      - Phyteumas Bolívar, 1904
      - Rutidoderes Westwood, 1837

    - Sottotribù Zonocerina Kevan, & Akbar, 1964
      - Physemophorus Krauss, 1907
      - Zonocerus Stål, 1873

  - Tribù Poekilocerini Burmeister, 1840
    - Poekilocerus Serville, 1831

  - Tribù Psednurini Burr, 1903
    - Propsednura Rehn, 1953
    - Psedna Key, 1972
    - Psednura Burr, 1903

  - Tribù Pseudomorphacridini Kevan, & Akbar, 1964
    - Pseudomorphacris Carl, 1916

  - Tribù Pyrgomorphini Brunner von Wattenwyl, 1874
    - Sottotribù Arbusculina Kevan, Akbar & Chang, 1975
      - Arbuscula Bolívar, 1905

    - Sottotribù Geloiodina Kevan, Akbar & Chang, 1975
      - Geloiodes Chopard, 1958

    - Sottotribù Parasphenina Kevan, & Akbar, 1964
      - Afrosphenella Kevan & Akbar, 1963
      - Chirindites Ramme, 1929
      - Parasphena Bolívar, 1884
      - Parasphenella Kevan, 1956
      - Parasphenula Kevan, 1956
      - Pezotagasta Uvarov, 1953
      - Stenoscepa Karsch, 1896

    - Sottotribù Pyrgomorphina Brunner von Wattenwyl, 1874
      - Anarchita Bolívar, 1904
      - Carinisphena Kevan, 1966
      - Laufferia Bolívar, 1904
      - Leptea Bolívar, 1904
      - Macroleptea Kevan, 1962
      - Ochrophlebia Stål, 1873
      - Ochrophlegma Bolívar, 1904
      - Phymella Uvarov, 1922
      - Plerisca Bolívar, 1904
      - Protanita Kevan, 1962
      - Punctisphena Kevan, 1961
      - Pyrgomorpha Serville, 1838
      - Pyrgomorphella Bolívar, 1904
      - Pyrgomorphellula Kevan & Hsiung, 1988
      - Pyrgomorphula Kevan & Akbar, 1963
      - Scabropyrgus Kevan, 1962
      - Somalopyrgus Kevan & Akbar, 1964
      - Tanita Bolívar, 1904
      - Tanitella Kevan, 1962
      - Zarytes Bolívar, 1904
      - †Miopyrgomorpha Kevan, 1964

  - Tribù Schulthessiini Kevan, & Akbar, 1964
    - Buyssoniella Bolívar, 1905
    - Schulthessia Bolívar, 1905

  - Tribù Sphenariini Bolívar, 1884
    - Sottotribù Mekongianina Kevan & Akbar, 1964
      - Mekongiana Uvarov, 1940
      - Mekongiella Kevan, 1966
      - Yunnanites Uvarov, 1925

    - Sottotribù Rubelliina Kevan & Akbar, 1964
      - Rubellia Stål, 1875

    - Sottotribù Sphenariina Bolívar, 1884
      - Jaragua Perez-Gelabert, Dominici & Hierro, 1995
      - Prosphena Bolívar, 1884
      - Sphenarium Charpentier, 1842

  - Tribù Sphenexiina Kevan & Akbar, 1964
    - Sphenexia Karsch, 1896
    - Xenephias Kevan, 1973

  - Tribù Tagastini Bolívar, 1905
    - Annandalea Bolívar, 1905
    - Tagasta Bolívar, 1905

  - Tribù Taphronotini Bolívar, 1904
    - Sottotribù Aularchina Kevan & Akbar, 1964
      - Aularches Stål, 1873

    - Sottotribù Taphronotina Bolívar, 1904
      - Taphronota Stål, 1873

  - Tribù indeterminata
    - Eilenbergia Mason, 1979
    - Megalopyrga Baccetti, 1985
    - Paramekongiella Huang, 1990
    - Xiphipyrgus Kevan, 1982